# Taldom
Taldom (russisch Талдом) ist eine russische Stadt mit 13.819 Einwohnern (Stand 14. Oktober 2010) in der Oblast Moskau, etwa 110 km nördlich von Moskau und knapp 10 km von der Grenze zur Oblast Twer. Die nächstgelegenen Städte sind Kimry (18 km nordwestlich in der Oblast Twer) sowie Dubna (23 km westlich in der Oblast Moskau).

## Geschichte
Der Ort wurde erstmals 1677 als Dorf erwähnt und entwickelte sich im Laufe des 19. Jahrhunderts zu einem Zentrum der Schuhindustrie. Anfang des 20. Jahrhunderts wurden hier bereits bis zu 10 Millionen Paar Schuhe jährlich produziert. Als nach der Oktoberrevolution die Industrie auch in Taldom zwangsverstaatlicht wurde, erhielt der Ort 1918 den Stadtstatus. Zudem wurde er im gleichen Jahr Leninsk (Ленинск) benannt, zu Ehren des Revolutionsführers Lenin, der allerdings keinen persönlichen Bezug zu Taldom hatte. 1929 erhielt die Stadt ihren ursprünglichen Namen zurück.
Heute spielt die Schuh- und Textilindustrie in Taldom nach wie vor eine relativ wichtige Rolle, denn die Industrie ist hier ansonsten nur in geringem Maße vertreten.

### Bevölkerungsentwicklung
| Jahr | Einwohner |
| ---- | --------- |
| 1926 | 5.982     |
| 1939 | 9.910     |
| 1959 | 10.368    |
| 1970 | 11.876    |
| 1979 | 13.086    |
| 1989 | 14.410    |
| 2002 | 13.334    |
| 2010 | 13.819    |

Anmerkung: Volkszählungsdaten

## Sehenswürdigkeiten

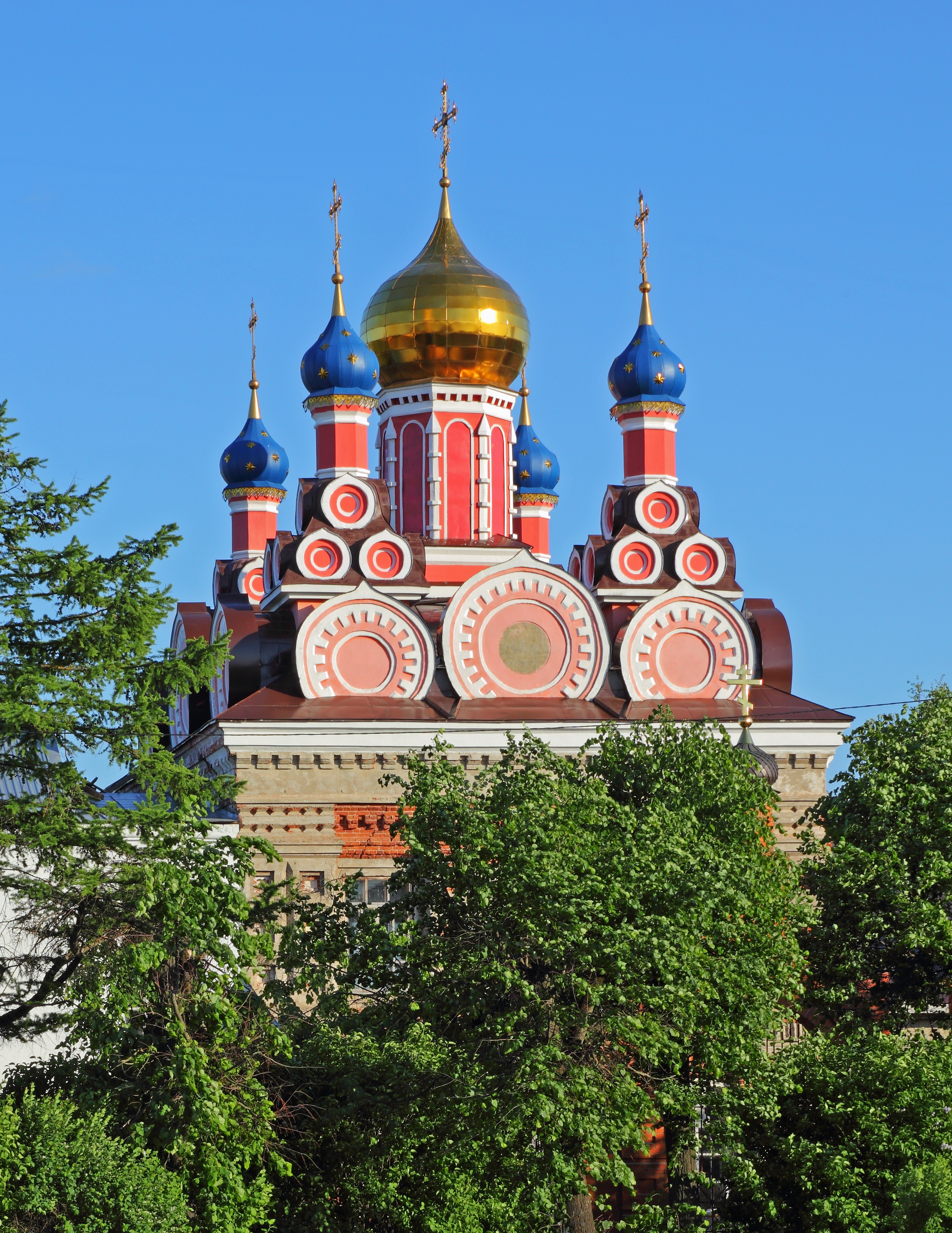
Erzengel-Michael-Kirche

Da Taldom keine Zerstörungen im Zweiten Weltkrieg erfuhr, ist das alte Stadtbild mit Holzhäusern und alten Kirchenbauten in der Innenstadt vergleichsweise gut erhalten, während neuere Plattenbausiedlungen vorwiegend am Stadtrand anzutreffen sind. In der Nähe von Taldom liegt das ehemalige Landgut Spas-Ugol, das als Geburtsort des Schriftstellers Michail Saltykow-Schtschedrin bekannt ist. Heute ist dort dessen Museum untergebracht.
In der Nähe von Taldom befindet sich außerdem einer der stärksten Rundfunksender der Welt, und zwar ein Langwellensender auf der Frequenz von 261 kHz mit einer Sendeleistung von 2500 Kilowatt, der von Masten mit einer Höhe von 275 Metern abstrahlt. Es werden die Programme „Stimme Russlands“, „Radio Russlands“ (Radio Rossii) und „Junost“ (Jugend) übertragen.

Daneben befinden sich in Taldom noch weitere Sender für Lang-, Mittel- und Kurzwelle.

## Verkehr
Taldom hat einen Eisenbahnanschluss an der Strecke Moskau–Kimry und verfügt dort über einen Regionalbahnhof mit Direktverbindungen zum Sawjolowoer Bahnhof in Moskau. Die Fahrtzeit bis dorthin beträgt rund zwei Stunden.